# V690 Возничего
V690 Возничего (лат. V690 Aurigae) — двойная затменная переменная звезда типа W Большой Медведицы (EW) в созвездии Возничего на расстоянии (вычисленном из значения параллакса) приблизительно 7640 световых лет (около 2342 парсеков) от Солнца. Видимая звёздная величина звезды — от +17m до +16,45m. Орбитальный период — около 0,3668 суток (8,8032 часов).

## Характеристики
Первый компонент — оранжевая звезда спектрального класса K. Эффективная температура — около 4578 K.
Второй компонент — оранжевая звезда спектрального класса K.